# Тропино (Курганская область)

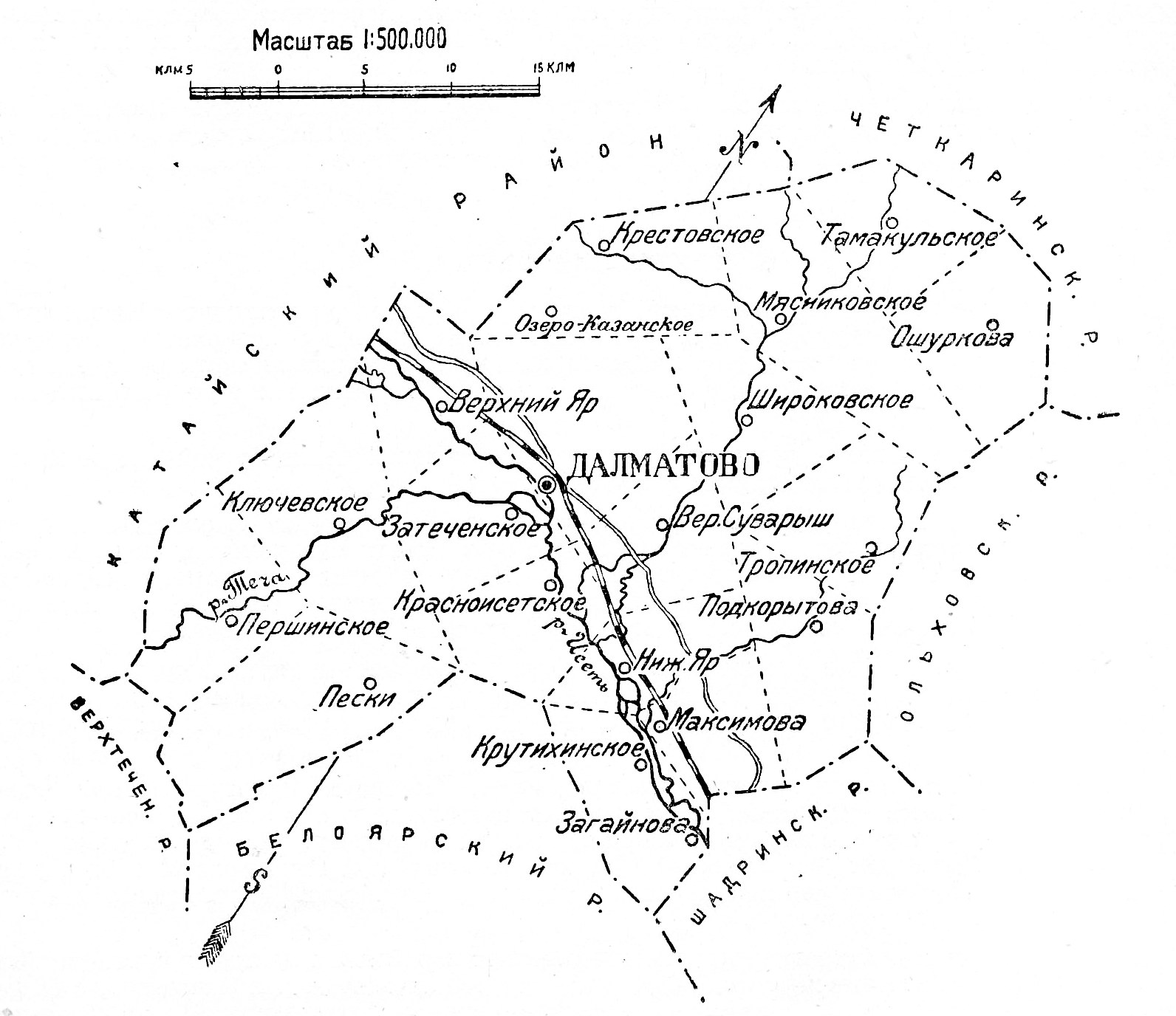
Тропинское на схеме Далматовского района; 1928 год

Тропино — село в Далматовском районе Курганской области. Входит в состав Смирновского сельсовета.

## География
Село расположено на правом берегу реки Ольховки, левом притоке Исети, в 29 километрах северо-восточнее от районного центра города Далматово (19 км по прямой), в 200 километрах к северо-западу от областного центра города Кургана (165 км по прямой).

## История
Деревня Тропина основана около 1727 года. Основателями были монастырские каменщики Яков Гордеев сын Смирных и Афанасий Петров сын Тропин с сыновьями Лаврентием (у того дети Козьма и Иван) и Леонтием, племянником Афанасием Михайловым сыном Тропиным (у него дети Сава, Федор и Петр). Прибыли Тропины из Устюжского уезда, Белослудского стана, Чивозорской волости, деревни Тропина. С 1743 года Лаврентий Афанасиев Тропин с братом Леонтием проживали в д. Смирнова.
Деревня вначале входила в Далматовский приход, затем с 1786 года в Широковсковский, а с 1863 года, после постройки в Тропиной храма, в образовавшийся Тропинский приход.
По состоянию на 1900 год, жители занимались земледелием и скотоводством, а некоторые выделкою овчин и щёток для чистки льна и обелки каменных зданий.
В 1916 году село относилось к Широковской волости Шадринского уезда Пермской губернии.
В начале 1918 года установлена Советская власть (25 января 1918 установлена в г. Далматов). В июле 1918 года — белогвардейская власть (11 июля 1918 установлена в г. Далматов). В начале августа 1919 года вновь установлена Советская власть (1 августа в г. Далматов, 4 августа — в г. Шадринск).
В 1919 году образован Тропинский сельсовет. 22 декабря 1966 года Тропинский сельсовет переименован в Смирновский сельсовет.
В 1928 году в селе работала школа и кооператив.
В селе Тропино в 1929 году организовалась сельхозкоммуна «Коминтерн», которая объединилась с сельхозартелью «Зеленый Сад». В этом же году коммуна перешла на устав сельхозартели. В это время партийная ячейка сельхозартели «Коминтерн» насчитывала в своих рядах 21 члена ВКП(б).
В конце июня 1955 года все колхозы Тропинского сельсовета: «Коминтерн», «Труженик» (д. Смирново) и «Новая жизнь» объединились в один укрупненный колхоз имени Хрущева с центральной усадьбой в селе Смирново. В 1957 году колхоз имени Хрущева был переименован в колхоз «Россия». Председателем правления колхоза был избран двадцатитысячник член партии Кудаков Михаил Александрович. Заместителем председателя был избран член партии Смирнов Н. А. В 1961 году, на общем собрании колхозников, был избран председателем колхоза «Россия» Смирнов Николай Андреевич.
18 декабря 1992 года на общем собрании уполномоченных было решено реорганизовать колхоз «Россия» в товарищество с ограниченной ответственностью «Труженик». С июля 1994 года председателем ТОО «Труженик» избран Скурихин Александр Иванович. 24 ноября 1998 года на общем собрании колхозников избран новый председатель ТОО «Труженик». Им стал главный агроном акционерного общества «Уралец» Сёмин Иван Сергеевич. 3 августа 1999 года ТОО «Труженик» преобразован в Сельскохозяйственный производственный кооператив «Россия». 22 марта 2004 года СПК «Россия» реорганизован в ООО «Смирновское». В августе 2009 года колхоз закончил своё существование, большая часть строений и техника были проданы ЧП Маслову.

## Церковь
Каменный храм в честь Покрова Пресвятой Богородицы строился в 1858—1862 годах на средства и стараниями прихожан, а также посторонних жертвователей, в числе которых был Преосвященный Иона, живший на покое в Далматовском Успенском монастыре. Храм освящён 17 марта 1863 года. Иконостас храма был окрашен светло-малиновой краской, украшен резьбой и позолочен. В 1889 году иконостас был обновлён, а стены и своды храма украшены живописью. При храме существовала церковно-приходская школа. 
В годы Советской власти церковь закрыта, не сохранилась.

## Население
| 1869 | 1904  | 1920  | 1926  | 1989 | 2002 | 2010 |
| ---- | ----- | ----- | ----- | ---- | ---- | ---- |
| 881  | ↗1133 | ↗1206 | ↗1294 | ↘186 | ↘145 | ↘85  |

Национальный состав
- По переписи населения 2002 года проживало 145 человек, из них русские — 88 %.
- По данным переписи 1926 года в селе Тропинское было 242 двора с населением 1294 человек (мужчин — 585, женщин — 709), все русские.[4]
- По данным на 1900 год, в Тропинском приходе (селе Тропинском, деревнях Смирнова и Першина) жило 2293 человека (мужчин — 925, женщин — 915). Население — русские, православные.[3]

## Инфраструктура
В 1963 году установлен четырёхгранный обелиск, увенчанный пятиконечной звездой. На гранях обелиска мемориальные доски с именами земляков, погибших в годы Великой Отечественной войны. Надпись на обелиске: «Вечная память 1941—1945».
| Список улиц | Список улиц | Список улиц |
| #           | Тип         | Название    |
| ----------- | ----------- | ----------- |
| 1           | улица       | Верхняя     |
| 2           | улица       | Нижняя      |
| 3           | улица       | Малая       |